# کتابخانه بین‌المللی جوانان
کتابخانه بین‌المللی جوانان (IYL) (به آلمانی: Internationale Jugendbibliothek) در مونیخ کتابخانه‌ای است که در مجموعه‌سازیِ ادبیات کودکان و نوجوانان از سراسر جهان تخصص دارد تا بتواند آنها را در دسترس عموم یا جامعهٔ جهانی قرار دهد. این کتابخانه بزرگ‌ترین در نوع خود در سراسر جهان است و از ژوئن سال ۱۹۸۳ در قلعه بلوتنبرگ در منطقه مونیخ اوبرمنزینگ فعالیت می‌کند. قبلاً این کتابخانه در شوابینگ واقع شده بود.

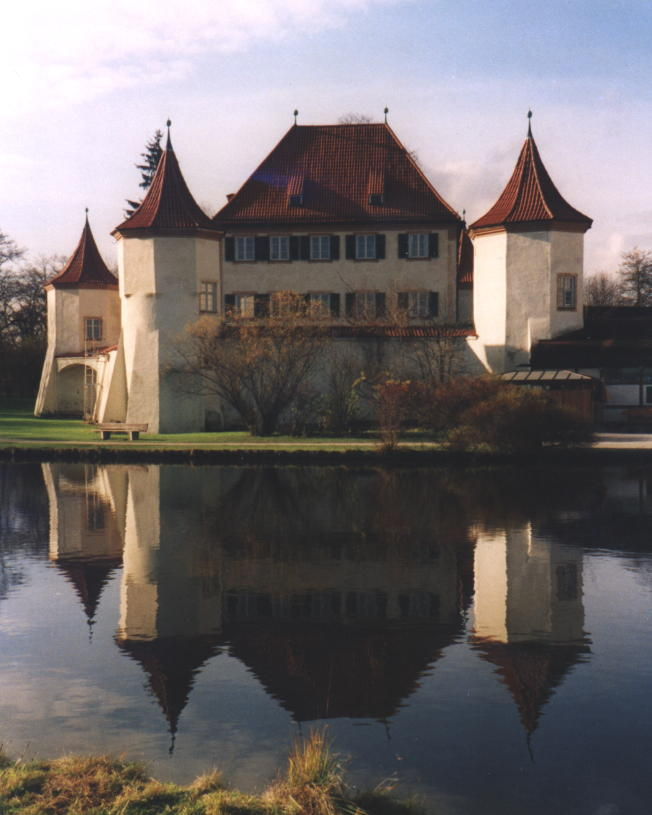
قلعه بلوتنبرگ

## کلاغ سفید
فهرست «کلاغ سفید» (زاغ سفید) سالانه منتشر می‌شود و شامل کتاب‌های پیشنهادی کودک و نوجوان است. از میان تعداد زیاد کتاب‌هایی که این کتابخانه از ناشران، مؤسسات، سازمان‌ها و سایر همکاران دریافت می‌کند، کارشناسان ۲۰۰ نسخه جدید از بیش از ۸۱ کشور جهان را به بیش از ۵۸ زبان انتخاب می‌کنند. عناوین با توجه به موضوع و کیفیت نوآورانه ادبی و ظاهری آنها برای مخاطبان بین‌المللی انتخاب می‌شوند. خلاصه‌ای از هر کتاب ارائه می‌شود.

## مدیران
- ۱۹۴۹–۱۹۵۷: ژلا لپمن
- ۱۹۵۷–۱۹۸۲: والتر شرف
- ۱۹۸۲–۱۹۸۳:وولفگانگ ووگلسگلسانگ
- ۱۹۸۳–۱۹۹۲: آندریاس بد
- ۱۹۹۲–۲۰۰۷: باربارا شاریوت
- از سال ۲۰۰۷: کریستین رهب